# Église Saint-Nicolas de Nakskov
Pour les articles homonymes, voir Église Saint-Nicolas.
L’église Saint-Nicolas de Nakskov (danois : Sankt Nikolai Kirke) est une église située dans la ville de Nakskov, dans l'île de Lolland et la région de Sjælland au Danemark.

## Histoire
L'église Saint-Nicolas de Nakskov est citée dans le document médiéval du XIIIe siècle, le Liber Census Daniæ, un registre du cens du Danemark, rédigé par la chancellerie du roi  Valdemar II de Danemark.
Les restes de fondations en bois ont été mis au jour dans les années 1950 et font remonter la première édification de ce lieu de culte vers l'an 1000. 
L'église actuelle a été bâtie en briques rouges au cours du XIIIe siècle. L'église fut complétée et agrandie au milieu du XVIIe siècle dans un style baroque. Des réparations majeures ont été réalisées en 1746, mais des travaux supplémentaires s'avéraient nécessaires en 1825.

## Description
Les parties anciennes du chœur et de la nef sont de style roman, mais les ajouts effectués à la fin du Moyen Âge sont de style gothique. Le chœur roman a été en partie démoli et des arcs rectangulaires ont été ajoutés dans les anciens murs latéraux. Au XVIIIe siècle les transformations majeures apportées à l'édifice religieux furent réalisées dans le style baroque.
L'orgue a été construit par Johan Lorentz en 1648 et a été entièrement restauré en 1968. 
L'autel monumental de forme circulaire, date de 1656 et fut réalisé par Anders Mortensen d'Odense. L'autel présente en son centre une représentation de la Cène avec en arrière-plan la vue de l'église de Nakskov.

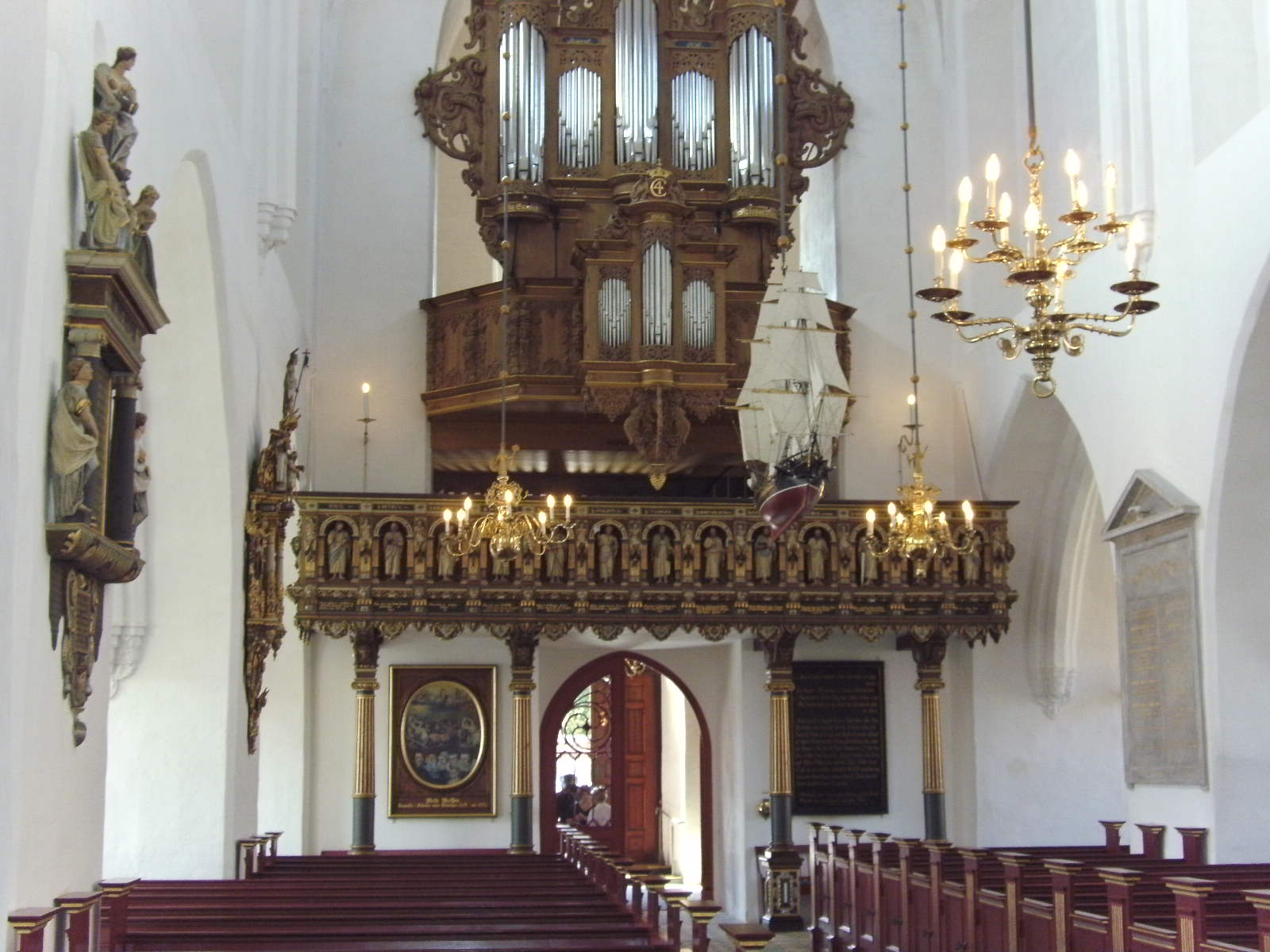
L'orgue de l'église et suspendu au premier plan le bateau "Dronning Marie" (la Reine Marie).

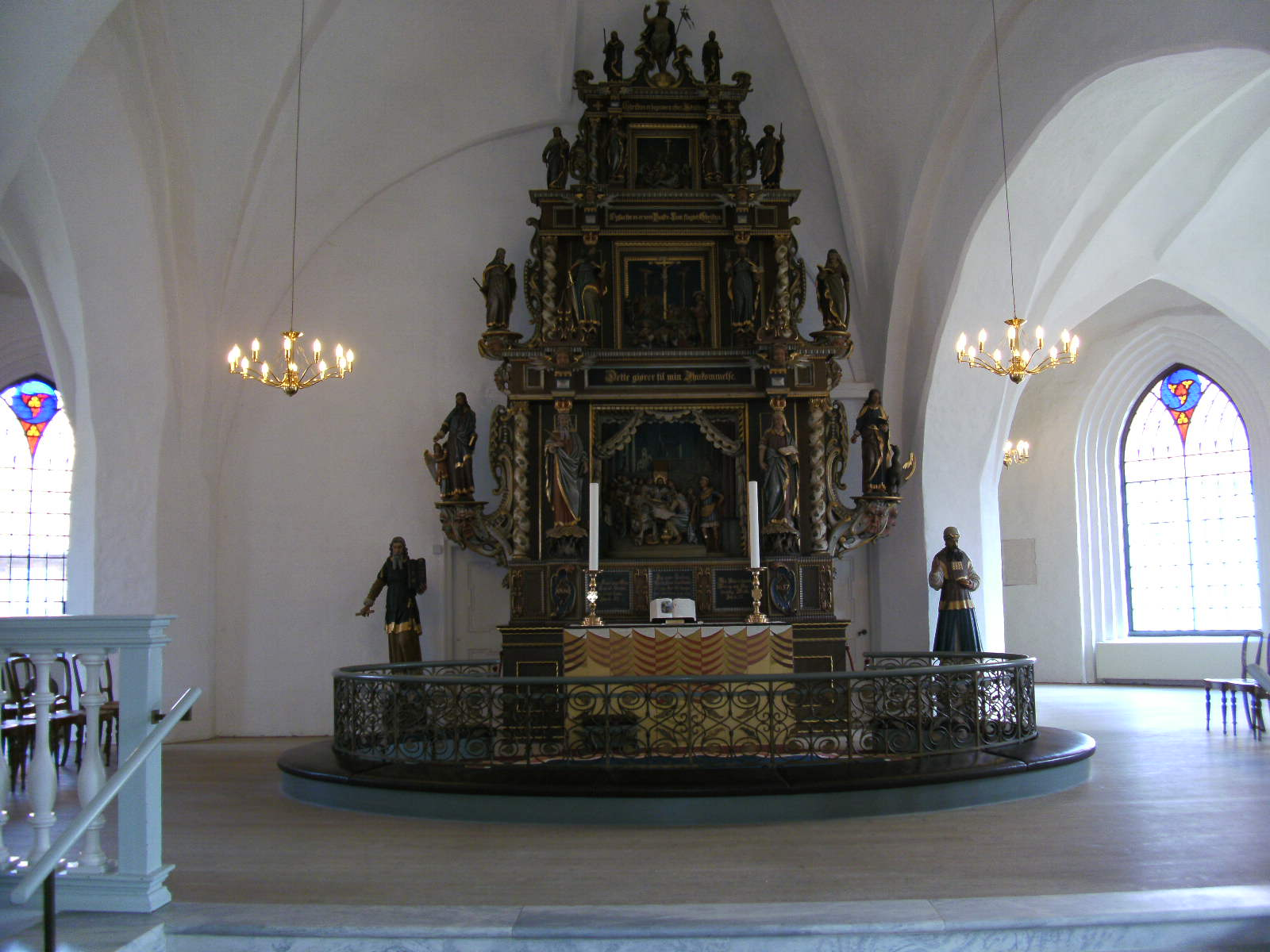
L'autel de l'église Saint-Nicolas de Nakskov.